# Phyla dulcis
Phyla dulcis är en verbenaväxtart som först beskrevs av Ludolph Christian Treviranus, och fick sitt nu gällande namn av Harold Norman Moldenke. Phyla dulcis ingår i släktet Phyla och familjen verbenaväxter. Inga underarter finns listade i Catalogue of Life.